# بازی‌جنگ

یک بازی جنگ در عملیات آبی خاکی

بازی‌جنگ (انگلیسی: Wargame) گونه‌ای از بازی و شبیه‌سازی نظامی است، که برخلاف بازی‌های انتزاعی مانند شطرنج، به‌طور واقع‌بینانه صحنه جنگ را برای نیروهای نظامی شبیه‌سازی می‌کند. بازی جنگ ممکن است برای تفریح، آموزش افسران نظامی در هنر تفکر راهبردی، یا مطالعه ماهیت درگیری‌های احتمالی انجام شود. بسیاری از بازی‌های جنگی، نبردهای تاریخی خاصی را بازسازی می‌کنند و می‌توانند جنگ‌های کامل یا هر عملیات، نبرد یا درگیری‌های سطح پایین‌تر را در درون آن‌ها پوشش دهند. بسیاری از بازی‌های جنگ، نبرد زمینی را شبیه‌سازی می‌کنند، اما بازی‌های جنگی برای نبردهای دریایی و هوایی نیز وجود دارد.
بازی‌های جنگی مدرن در اوایل قرن نوزدهم در پروس اختراع شد و در نهایت ارتش پروس بازی جنگی را به عنوان ابزاری برای آموزش افسران و توسعه دکترین نظامی خود پذیرفت. پس از آنکه پروس، فرانسه را در جنگ فرانسه و پروس شکست داد، بازی جنگی به‌طور گسترده توسط افسران نظامی در کشورهای دیگر نیز پذیرفته شد. هر چند علاقه‌مندان غیرنظامی نیز بازی‌های جنگی را برای سرگرمی انجام می‌دادند، اما این یک سرگرمی خاص تا زمان توسعه بازی‌های جنگ الکترونیک در دهه ۱۹۹۰ بود.